# Max Solleder
Max Solleder (* 8. März 1894 in Schierling (Oberpfalz); † 23. Januar 1966 in Regensburg) war ein deutscher Jurist und Politiker (CSU).
Solleder studierte Rechtswissenschaften, promovierte zum Dr. jur. und war seit 1922 als Rechtsanwalt in Regensburg tätig. Er war vor 1933 Mitglied der BVP und Geschäftsführer der Partei im Bezirk Regensburg. 1939 bis 1945 nahm er als Soldat am Zweiten Weltkrieg teil. Nach 1945 trat er in die CSU ein.
Solleder gehörte dem Deutschen Bundestag in dessen erster Legislaturperiode von 1949 bis 1953 an. Im Parlament vertrat er den Wahlkreis Regensburg, in dem er mit 33,9 % der Stimmen direkt gewählt worden war. Er war stellvertretender Vorsitzender der CSU-Landesgruppe innerhalb der CDU/CSU-Bundestagsfraktion.